# Stegny (przystanek kolejowy)
Stegny – nieczynny przystanek kolejowy i ładownia w Stegnach, w województwie warmińsko-mazurskim, w Polsce.
| Stegny                                    |  |                             |
| Linia 204. Malbork – Mamonowo (49,577 km) |  |                             |
| Bogaczewoodległość: 8,141 km              |  | Słobity odległość: 4,122 km |